# Francesco Salerno
Carmelo Francesco Salerno ( Montescaglioso, 9 de septiembre de 1925 -  Matera, 17 de octubre de 1998) fue un dirigente deportivo futbolístico y político italiano perteneciente la democracia cristiana italiana. 
Abogado y publicista en 1979 fue nombrado subsecretario del presidente del Consejo de Ministros de Italia en el primer Gobierno  Cossiga.
Fue miembro del  Senado de Italia por 5 legislaturas.
Fue Presidente del Club de Fútbol Matera de 1965 a 1987 en el que tomaron parte en el campeonato de Serie B en la temporada 1979-80.
- Datos: Q3750584
- Multimedia: Francesco Salerno / Q3750584